# Kazimierz Błahij
Kazimierz Błahij (ur. 9 października 1924, zm. 7 marca 1990 w Warszawie) – polski dziennikarz, publicysta, reportażysta, pisarz.
Od 1947 r. w Szczecinie, m.in. kierownik działu kulturalnego „Głosu Szczecińskiego”, był też, po usunięciu Marii Bonieckiej, redaktorem naczelnym pisma „Ziemia i Morze”. Następnie mieszkał i pracował w Warszawie.

## Twórczość
- Opowieść z Kattegatu (Iskry 1955)
- Spotkania bałtyckie (Czytelnik 1955)
- Szmaragdowa zagadka (Śląsk 1960)
- Złoty koń boga Trzygława (Czytelnik 1963; seria: „Z Jamnikiem”)
- Śledztwo na dobranoc (Czytelnik 1966; seria: „Z Jamnikiem”)
- Ostatnia tajemnica zatopionych bogów (Iskry 1971)
- Lądowanie w Jamestown albo Zmyślenia i prawdy o pierwszych Polakach w Ameryce (Iskry 1977; seria: „Łowcy sensacji”)

## Przekłady
- Samuel Beckett, Teatr (współudział w pracy zbiorowej; posłowie Jan Błoński; Państwowy Instytut Wydawniczy 1973)